# Breakout (videojoc)
Breakout és un videojoc màquina recreativa desenvolupat per Atari, Inc i comercialitzat el 13 de maig de 1976. Va ser conceptualitzat per Nolan Bushnell i Steve Bristow influenciats pel videojoc de 1972 anomenat Pong, també d'Atari. El 1978 es va distribuir la versió per al Atari 2600 i el 1983 la versió per MSX. Posteriorment va ser millorat en videojocs com el Super Breakout.

## Argument
A la part inferior de la pantalla una ratlleta simulava una raqueta de front-tennis que el jugador podia desplaçar d'esquerra a dreta. A la part superior una banda conformada per quadrets que simulaven ser maons. Una piloteta descendia del no-res i el jugador havia de colpejar amb la raqueta, llavors la pilota ascendia fins a enganxar al mur, els maons tocats per la pilota desapareixien. La pilota tornava a baixar i així successivament. L'objectiu del joc era acabar amb la paret de maons.

## Desenvolupament
Breakout , un videojoc de portes lògiques (sense microprocessador), va ser conceptualitzat per Nolan Bushnell i Steve Bristow, després de la fusió d'Atari amb la subsidiària Kee Games.
Tenien la idea de convertir  Pong  en un videojoc per un jugador, on el jugador utilitzés una pilota per trencar una paret de maons sense perdre la pilota en el seu rebot. Bushnell estava segur que el joc seria popular, i tots dos es van unir per produir un concepte. Al Alcorn va ser assignat com a gerent del projecte, i va començar el desenvolupament amb Cyan Engineering el 1975. Aquest mateix any, Alcorn va assignar a Steve Jobs per dissenyar el prototip. A Jobs li van oferir 750 $ dòlars, amb un extra de $ 100 cada vegada que un xip fos eliminat del prototip. Jobs va prometre a completar el prototip en quatre dies.
Jobs va informar al seu amic Steve Wozniak-empleat de Hewlett-Packard - que era capaç de produir un disseny amb uns pocs xips, i el convido a treballar en el disseny de maquinari amb la promesa de dividir els $ 750 $. Wozniak no tenia esbossos pel que interpreto el joc per la seva descripció. Per estalviar parts, tenia "certs dissenys" difícils d'interpretar per a molts enginyers. A prop de la fi del desenvolupament, Wozniak va considerar moure el marcador a la part superior, però Jobs li va afirmar que Bushnell el volia a la part inferior; Wozniak no estava conscient del veritat en les afirmacions de Jobs. El cronograma va ser complert després que Wozniak no va dormir per quatre dies seguits. Al final 50 xips van ser remoguts del disseny original de Jobs. Això equivalia a un bo de 5,000 dòlars, Jobs va mantenir en secret el bo de Wozniak, pagant-li només els $ 375 $ oferts originalment.
Atari va ser incapaç d'utilitzar el disseny de Steve Wozniak. Amb el disseny de la targeta amb el mínim de xips possibles, també retallo la quantitat de xips (TTL) a 42. Això feia difícil manufacurarlo i era massa compacte i complicat perquè Atari el pogués manufacturar. No obstant això, Wozniak asseguro que Atari no va poder entendre el disseny, i especulo "possiblement algun enginyer tracte de fer alguna modificació". En finarl Atari terme utilitzant la seva pròpia versió per a la producció, la qual contenia prop de 100 xips TTL. Wozniak va trobar que el tipus de joc era el mateix que la seva creació original, i no va poder trobar diferències.

## Llegat

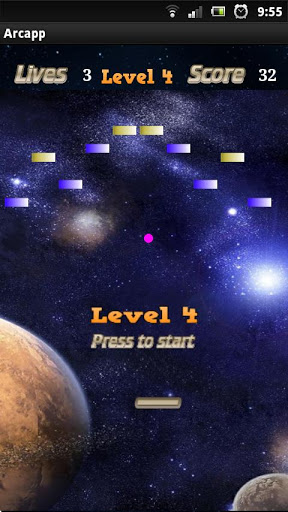
"Arcapp, blocks breaker" és un dls jocs inspirats en el Breakout

Entre els jocs derivats del Breakout, el més popular és el Arkanoid. La versió de Atari 2600 del Breakout va ser inspiradora per a un dels primers virus de PC anomenat "Bouncing ball" o "Ping-pong", el qual era inofensiu per a la informació però molest per a la visualització, ja que el virus activava una piloteta que la hi passava rebotant de costat a costat i de dalt a baix en tot l'espai del monitor.